# Султанський Павло Олександрович
Павло Олександрович Султанський (* 3 січня 1957, Костянтинівка, Харківська область, Українська РСР, СРСР) — український дипломат. Надзвичайний і Повноважний Посол України.

## Біографія
Народився 3 січня 1957 в с. Костянтинівка на Харківщині.
У 1983 закінчив Інститут Азії та Африки при Московському державному університеті ім. М.Ломоносова.
З 1984 по 1987 — викладач китайської мови в Київській гімназії-інтернаті східних мов № 1
З 1987 по 1992 — експерт з питань зовнішньої торгівлі
З 1992 по 1994 — 2-й, 1-й серетар відділу країн Азії і Тихоокеанського басейну Управління двосторонніх відносин МЗС України.
З 1994 по 1995 — 1-й секретар Посольства України в Японії.
З 1995 по 1998 — 1-й секретар, радник, завідувач відділу аналізу регіональних проблем Управління політичного аналізу та планування, заступник начальника Управління європейської та трансатлантичної інтеграції — завідувач відділом ЄС, заступник начальника Управління країн АТР, Близького та Середнього Сходу та Африки МЗС України.
З 1998 по 2000 — радник-посланник, тимчасово повірений у справах України в Китаї.
З 2000 по 2003 — в.о.начальника, начальник Управління ЄС Департаменту європейської інтеграції МЗС України.
З 03.2003 по 09.06.2008 — Надзвичайний та Повноважний Посол України в Соціалістичній Республіці В'єтнам.
З 03.2003 по 09.06.2008 — Надзвичайний та Повноважний Посол України в Королівстві Камбоджа за сумісництвом.
З 30.07.2010 — 24.11.2015 — Надзвичайний і Повноважний Посол України в Республіці Сінгапур.
З 24.02.2011 — 24.11.2015 — Надзвичайний і Повноважний Посол України в Брунеї Даруссаламі за сумісництвом.